# André Brugiroux
André Antoine Brugiroux (Villeneuve-Saint-Georges, 11 novembre 1937) è uno scrittore francese.
È un giramondo che ha visitato tutti i paesi e territori del mondo fra il 1955 e il 2005: l'ultimo fu il Mustang. È stato nominato, nel 2007, “il più grande viaggiatore esistente sulla Terra” nel Hit Parade dei Viajeros notables contemporaneos. Come frutto dei suoi viaggi ha prodotto un film documentario. Inoltre, s'è particolarmente dedicato a far conoscere la Fede baha'i ovunque nel mondo.

## Biografia
Nato in Francia, da padre operaio che lavorava nelle ferrovie e da madre contabile, ha trascorso la sua infanzia a Brunoy, nel sud del Dipartimento di Seine-et-Oise. Ha frequentato la scuola Les Mardelles di Brunoy e poi il collegio Saint-Augustin di Montgeron. Fu la mancanza di lavoro nella modesta fattoria familiare di Langeac (Alta Loira) che costrinse suo padre a trasferirsi nella regione parigina.
André non fu, certamente, incoraggiato dal padre a viaggiare; è stata piuttosto sua madre, che aveva fatto alcuni viaggi prima del matrimonio, che gli ha trasmesso il piacere dell'evasione e l'ha incitato a cavarsela, iscrivendolo come boy-scout.
La sua infanzia è stata segnata dalla guerra ed il suo giro del mondo aveva come finalità quella di sapere se la pace fosse mai possibile.
La terre n'est qu'un seul pays (La terra è un solo paese), titolo del suo primo libro e del relativo film, fu la conclusione e l'idea principale che ricavò dal quel lungo ed avventuroso suo primo viaggio durato diciotto anni, senza interruzioni (dal 1955 al 1973), durante il quale percorse 400.000 km in auto-stop con un dollaro al giorno, attraverso centotrentacinque paesi, in tutti i continenti.

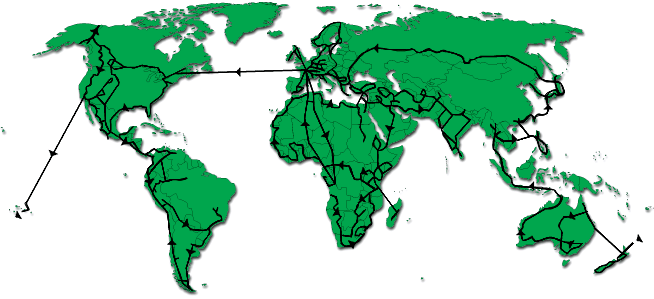
Giro del mondo (400.000 hm in stop) 1955-1973

Partito nel 1955, all'età di 17 anni, con un diploma della Scuola alberghiera di Parigi e dieci franchi in tasca; all'inizio lavorò sette anni in Europa per imparare le lingue facendo allo stesso tempo dei lavori saltuari. Tra il periodo dei suoi soggiorni in Spagna e in Germania Ovest, ha dovuto effettuare il servizio militare. È stato in Italia dal 1963 al 1964.
In seguito, dopo aver accantonato per tre anni del denaro, lavorando come traduttore in Canada (dal 1965 al 1967), ha potuto girare il pianeta intero per sei anni senza lavorare. Si è spostato quasi unicamente in autostop, spendendo in media un dollaro al giorno.
Durante i suoi avventurosi viaggi, è stato incarcerato sette volte, rischiando anche d'essere ucciso; è stato deportato e derubato. Ha vissuto a casa di Albert Schweitzer a Lambaréné e presso gli hippy di San Francisco, dai tagliatori di teste del Borneo, con i bonzi a Bangkok; ha potuto studiare in una scuola di yoga in India e lavorare in un kibbutz in Israele; ha conosciuto anche il traffico di pietre preziose in Ceylon e i Campi per rifugiati in Cambogia.
Grazie a suoi viaggi, ha scoperto e fatta sua l'idea, enunciata nel XIX secolo dal persiano Bahá'u'lláh che: “La terra è un solo paese e tutti gli uomini ne sono i cittadini”.
Tornò così con una nuova visione della Storia.
Dopo aver pubblicato la sua prima opera, girato un film, fatto conferenze e recuperato la salute, André Brugiroux riprese a viaggiare con l'obbiettivo di scoprire quei paesi che non era riuscito a vedere la prima volta, desiderando incontrarne i popoli, anche per condividere con la gente la visione dell'unità mondiale presente nel messaggio bahá'í. Ha effettuato andate e ritorno incessanti, dalla Francia, da sei a otto mesi ogni anno, per trenta anni, alternando molte conferenze alle escursioni. Ha ugualmente percorso ogni regione della Francia.
Si è sposato nel 1984 con Rinia Van Kanten, una sociologa del Suriname incontrata nella Guyana francese. La loro figlia si chiama Natascha.
Nel 2005, facendo visita agli orsi polari nella baia di Churchill nel Manitoba (Canada), André Brugiroux s'è finalmente convinto di aver portato a termine il suo sogno.
In seguito non ha mai cessato di viaggiare per affinare altra conoscenza e condividere le sue convinzioni. Nel 2007 ha festeggiato i suoi 70 anni sull'isola di Socotra (Yemen) con degli altri autentici avventurieri. Nel 2008 ha vissuto un racconto da "Mille e Una notte" nell'ultimo regno proibito: l'Arabia Saudita. Nel 2009, in Siberia, ha disceso il fiume Lena e percorso la via degli ossi da Yakoutz a Madagan con altri grandi viaggiatori del pianeta come lui.
Nel 2011 è andato a visitare l'ultimo nato, dei Paesi del mondo: il Sudan del Sud.

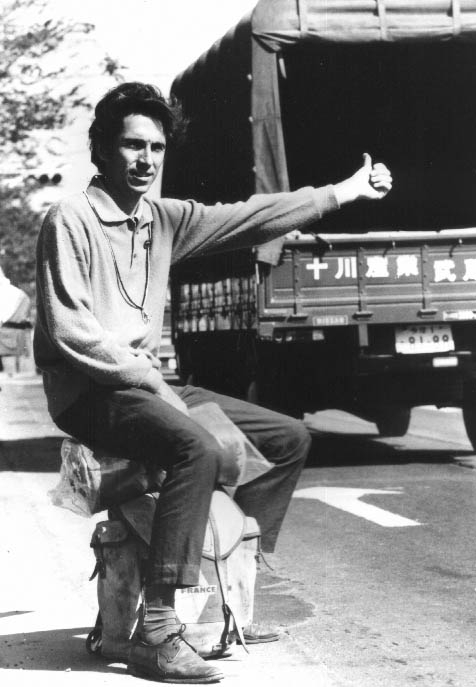
Giappone, 1970
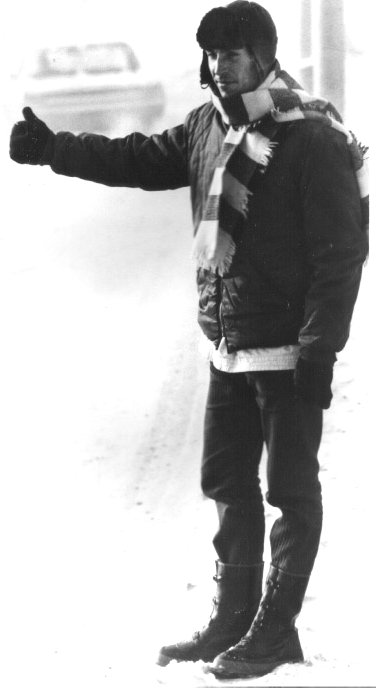
Alaska, 1969
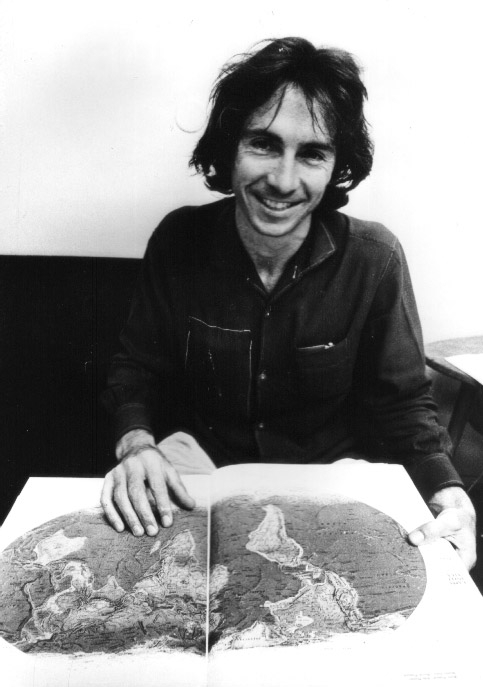
Oslo, 1973
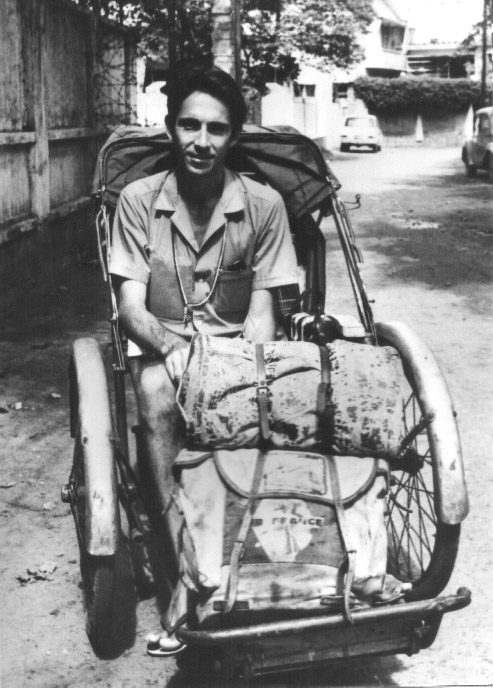
Giacarta, 1970

## Opere

### Libri
- La terre n'est qu'un seul pays, 1975, collezione “Vécu” Robert Laffont. Ristampato nel 2007 da Géorama éditions.
  - Traduzione in inglese One People, One Planet, 1991, Oneworld Oxford, e in spagnolo La tierra es un solo país, 1978, Plaza Y Janes, S.A.
- La route et ses chemins, 1978, Robert Laffont, poi stampato sotto il titolo La route, 1986, éditions Séguier.
- Le prisonnier de Saint-Jean-d'Acre, 1982, Librairie Les Insomniaques. Nel 2007, Être et Connaître éditions. Prix Saint-Exupéry 1983.
- Les chemins de la paix, 1990, éditions Séguier.
- Les maquisards de Bahá – aspettando pubblicazione
- Bloc-notes d'un enseignant itinérant, 2002, La librairie bahá'íe.
- Une vie sur la route, 2006, Géorama éditions.
- Victor Hugo et l'ère nouvelle - in preparazione.

### Film
- La terre n'est qu'un seul pays – 400.000 km in stop intorno al mondo e la civiltà mondiale, 135 paesi visitati. Questa pellicola è un documentario vissuto, realizzato e commentato dall'autore. Dal 2005 si trova in DVD (francese e inglese)